# Polarhund

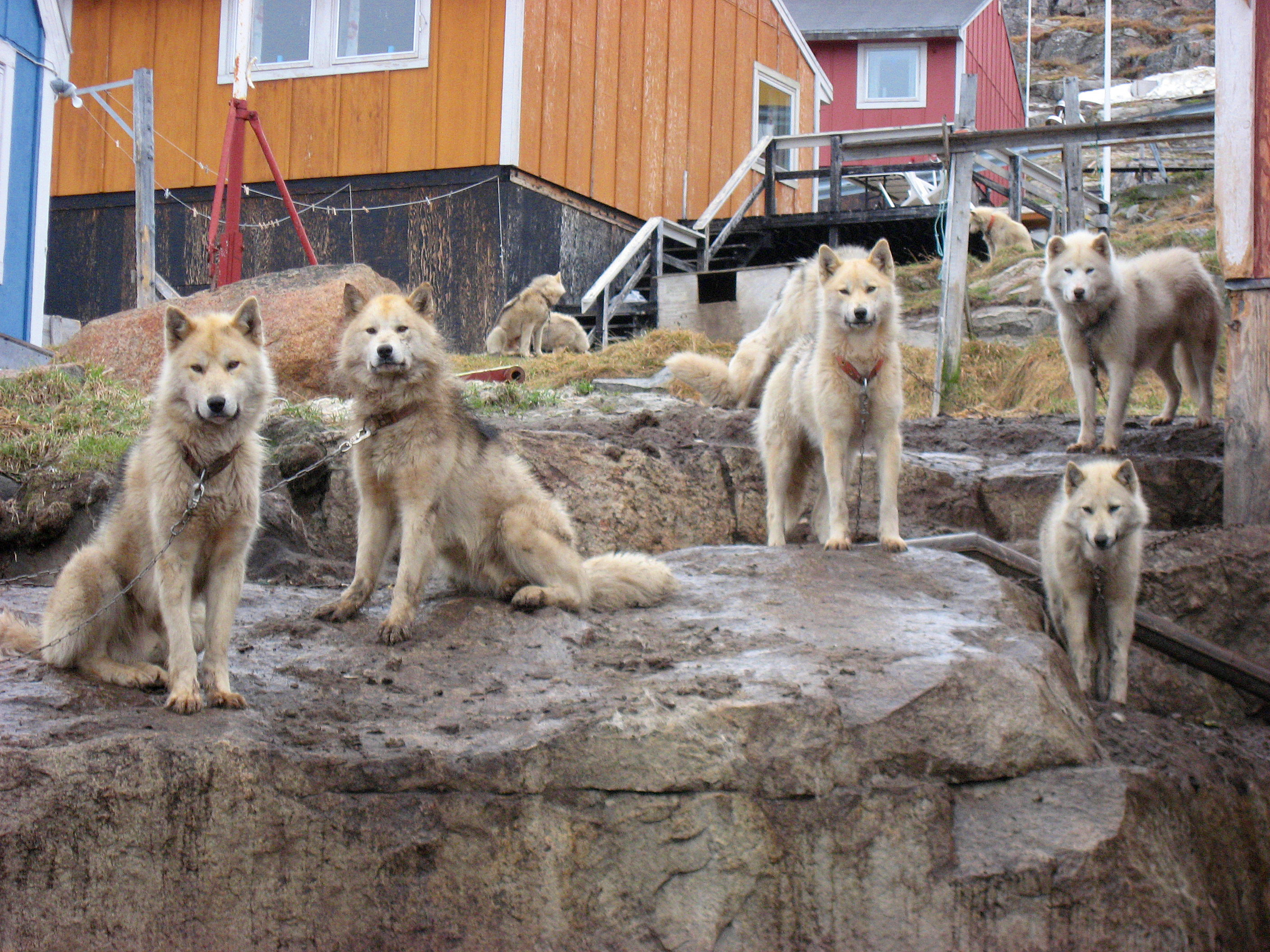
Grönlandshundar.

Polarhund är en beteckning på ett antal hundraser, som också kallas slädhundsspetsar eller de polara spetshundraserna. I den internationella kennelfederationen Fédération Cynologique Internationales (FCI) gruppindelning av hundraser ingår raserna Alaskan malamute, Grönlandshund, Siberian husky och Samojedhund, som alla kan arbeta som slädhundar och är väl anpassade för kalla klimat.